# Gaius Trebatius Testa
Gaius Trebatius Testa (ca. 84 v.Chr. – ca. 4 n.Chr.) behoort tot de voornaamste Romeinse rechtsgeleerden van de late Republiek en het vroege principaat. Zijn familie en hijzelf zijn afkomstig uit de stad Velia (door de Grieken Elea genaamd) te Lucania.
Trebatius was een goede vriend van de redenaar Marcus Tullius Cicero; zijn brieven in de Ad Familiares zijn daarvan getuige. Via Cicero kwam hij ook in contact met Julius Caesar, en zo met diens adoptiefzoon, de latere keizer Augustus. Quintus Cornelius Maximus was zijn leermeester en Trebatius was op zijn beurt de leraar van de voornaamste juristen van de volgende generatie, waarbij Marcus Antistius Labeo de belangrijkste is.
Hij was de auteur van 'De Religionibus' en 'De Iure Civili'. Deze werken werden niet integraal overgeleverd; we kennen ze alleen via citaten uit de Digestae en Institutiones van het Corpus Iuris Civilis van Justinianus (6e eeuw).

## Nomenclatuur
Door de schaarsheid aan bronnenmateriaal in verband met rechtsgeleerde Trebatius bestaat er ook enige onzekerheid omtrent zijn naam. Over zijn praenomen Gaius en het gentilicium Trebatius zijn de onderzoekers het unaniem eens, maar wat betreft Testa als cognomen, is er onenigheid. Sommigen beschouwen het eerder als een agnomen – een soort bijnaam voor zijn vrienden, waaronder Cicero – terwijl het cognomen niet is overgeleverd.
Voor een andere onduidelijkheid die te maken heeft met de naamgeving van – al dan niet – Trebatius, ligt de oorzaak bij twee brieven van Cicero. Na de moord op Caesar vluchtte Cicero weg en kwam hij terecht in Velia, de geboorteplaats van Trebatius. Volgens een van de brieven zou hij er verbleven hebben bij een zekere Talna, maar sommigen vermoeden dat gezien de sterke vriendschapsband en de beschrijvingen, gepaard gaande met raadgevingen, hij in feite in de woning van Trebatius verbleef. Dit zou betekenen dat Trebatius door zijn naasten ook weleens Talna werd genoemd. Een andere verklaring hiervoor zou te vinden zijn in een foutieve overname van Cicero's correspondentie door Petrarca: toen hij de naam Testa zag, herkende hij die naam niet, en heeft hij er Talna van gemaakt omdat die wel reeds voorkwam in de Ad Atticum-brieven van Cicero.

## Woonplaats, afkomst
De probleemstelling betreffende de naam Talna brengt ons bij de woonplaats van Trebatius: Velia – een plaats ten zuiden van het huidige Salerno. Deze plaats werd door Grieken Elea genaamd en is gelegen aan kust van de Tyrreense Zee. In zijn adolescentie hield Trebatius er een liederlijke levensstijl op na waardoor hij het financieel niet breed had. Dankzij zijn gunstige relatie met Gaius Julius Caesar kon Trebatius zich verrijken en liet hij in 44 v.Chr. een woning bouwen aan de voet van de Palatijn-heuvel te Rome waarnaar hij dan ook verhuisde. Gezien het mythologische verhaal van de tweeling Romulus en Remus, die aan dat latere politieke en religieuze centrum van Rome door de wolvin gezoogd werden, en de daaropvolgende Lupercalia-feesten, moet dit een uitermate inspirerende plaats geweest zijn voor de auteur van De Religionibus.
Gezien de vriendschap met een bekende persoonlijkheid als Cicero is het heel waarschijnlijk dat ook de status van de gens Trebatia niet gering was. Dit past ook binnen het aangenomen kader dat de meeste rechtsgeleerden uit de Republiek afkomstig waren uit de hogere stand. Dit statuut werd later opgewaardeerd door Caesar (Augustus volgens anderen) door middel van Trebatius lid te maken van de Romeinse ridderorde: ordo equester. Van een eventuele echtgenote en/of kinderen van Trebatius is geen enkel spoor teruggevonden.

## Levenstijd
De geboorteplaats van deze jurist was gemakkelijk te bepalen, maar betreffende zijn geboortejaar zijn de bronnen onnauwkeurig en hun interpretaties complexer. We leren Trebatius voor het eerst kennen in een aanbevelingsbrief van Cicero aan Julius Caesar uit april 54. Dit zegt nog niets over de geboortedatum, maar gezien de aanbeveling moet Trebatius op die tijd toch al zijn plaats verdiend hebben als kenner van het Romeinse recht – Cicero beschrijft hem als een "leider in de familia van het burgerrecht". Nadat hij eerst de redenaar diende van juridische bijstand, werd hij later ook door Caesar hoog gewaardeerd. Door studie van andere, gelijkaardige gevallen werd geconcludeerd dat Testa toen niet jonger dan dertig jaar kon geweest zijn; de approximatieve grens voor zijn geboorte werd dus op 84 v.Chr. geschat.
Gesteld dat Trebatius in dit jaar werd geboren, is de jurist 88 jaar oud geworden. Zijn laatste vermelding was in Inst. II 25: aan de hand hiervan en de overlijdensdata van (pro)consuls werd het sterfjaar van Trebatius Testa vastgelegd op 4 n.Chr.

## Cicero & Caesar
Naast de zeventien Ad Familiares-brieven van Cicero aan zijn dierbare kennis Trebatius, getuigt ook Cicero's werk Topica uit 44 v.Chr. van de innige vriendschapsband tussen beide heren. Dit werk werd geschreven nadat Trebatius in Cicero's bibliotheek te Tusculum het gelijknamige werk van Aristoteles had gezien, maar het niet begreep. Dit boek werd dan ook aan Trebatius opgedragen.
Het is niet bekend wanneer Trebatius in Rome aankwam om er Rechten te studeren, maar het was vanaf dit moment dat hij in nauw contact met Cicero kwam. Het was namelijk de gewoonte dat jongelingen zich bij oudere, ervaren mannen aansloten om zo geïntroduceerd te worden in het openbare leven. Uit de briefwisseling blijkt dat ze elkaar vonden door hun wederzijdse voorliefde voor grappige en intelligente gesprekken.
In 54 v.Chr. wordt Trebatius aanbevolen bij Julius Caesar waardoor hij tijdelijk naar Gallië, waarvan Caesar toen proconsul was, verhuisde. Binnen deze periode valt de briefwisseling te situeren. Sommigen beweren dat Trebatius in Gallië een aanhanger werd van het epicurisme en dat dit de oorzaak is van de humoristische brieven tussen hem en de veelal stoïcijnse Cicero.
Bij Caesars terugkeer van zijn expeditie naar Britannia verbleef Trebatius in het hoofdkwartier te Samarobriva – het huidige Amiens, waar ze samen de winter doorbrachten en naar elkaar toegroeiden. Uit de correspondentie leidt men af dat Trebatius en Cicero in 49 v.Chr. terug verenigd waren te Rome, maar tijdens de Burgeroorlog bleef Testa toch als bemiddelaar voor Caesar werken (onder andere tussen hem en Cicero, die bij het uitbreken van de Burgeroorlog naar Pompeius' kamp was getrokken en zich dankzij Trebatius uiteindelijk weer verzoende met de dictator).
Na de moord op Caesar werd Trebatius de raadsman van princeps Augustus.

## Horatius
Quintus Horatius Flaccus vereeuwigde Trebatius als juridisch raadsman in het tweede boek van zijn Sermones uit 30 v.Chr. De verdediging van zijn handelen als satiredichter kleedt hij in als een consultatie bij Trebatius. Sommigen zien de keuze van Trebatius voor deze rol als een teken van vriendschap of een band van collega-dichter tussen Horatius en Testa; het bewijst gewoon opnieuw dat Trebatius in die tijd de grootste faam der rechtsgeleerden genoot. Mogelijk was de dichter wel vertrouwd met de gewoonten van Trebatius want hij beschrijft hem als een liefhebber van zwempartijen en wijn.

## Juridische achtergrond
In tegenstelling tot de meeste andere juristen uit die periode had Trebatius hoogstwaarschijnlijk niets te maken met de politiek van het rijk. Hij doorliep geen cursus honorum en stortte zich alleen op zijn juridische interesse; vandaar dat hij als de grootste jurist van zijn tijd wordt beschouwd.
Uit een brief van Cicero blijkt dat Quintus Cornelius Maximus de belangrijkste leraar in de Rechten was voor Trebatius. Omdat het duo Vaccera en Manilius in één adem bij de voorgaande wordt vermeld, kan men ervan uitgaan dat ook zij tot zijn leermeesters behoren. Als leerling van Trebatius is alleen Marcus Antistius Labeo bekend, die van Testa het theoretische basisonderricht ontving. Enkelen beweren zelfs dat hij het hoofd zou geweest zijn van een school in Romeins recht, hoewel er geen enkele aanwijzing bestaat dat dergelijke school ooit bestaan heeft.
De bekendste rechtszaak van Trebatius was het echtscheidingsproces tussen Maecenas en zijn echtgenote Terentia in 16 v.Chr.

### Primaire bronnen (gebruikte edities)
- D.R.S. Bailey (ed.), M. Tulli Ciceronis Epistulae ad Atticum, 2 dln., Stuttgart, 1987. (I: I-VIII, II: IX-XVI)
- D.R.S. Bailey (ed.), M. Tulli Ciceronis Epistulae ad familiares. Libri: I-XVI, Stuttgart, 1988. ISBN 3519012103
- D.R.S. Bailey (ed.), Q. Horati Flacci Opera, Stuttgart, 1985. ISBN 3519014378
- G. Friedrich (ed.), M. Tullii Ciceronis Opera rhetorica, II, Leipzig, 1902.
- J.E. Spruit - e.a. (edd. tradd.), Corpus Iuris Civilis, II-III, Zutphen - 's Gravenhage - Amsterdam, 1993-1994. (Instituten. II-VI. Digesten VII-)

### Secundaire literatuur
- A. Abramenko, Eine ubersehene Stellungnahme des Trebatius zum Eigentumserwerb am partus ancillae furtivae. Zu Pomp. D. 41, 10, 4 pr. und Ulp. D. 6, 2, 11, 2, in Zeitschrift der Savigny-Stifung für Rechtsgeschichte Romanistische Abteilung 114 (1997), pp. 423-434.
- R.A. Bauman, Lawyers in Roman transitional politics: a study of the Roman jurists in their political setting in the Late Republic and Triumvirate (Münchener Beiträge zur Papyrusforschung und antiken Rechtsgeschichte, LXXIX), München, 1985, p. 148.
- K. Bayer, Generation im Schatten: am Beispiel des C. Trebatius Testa, in Fest-Schr. H Schober, München, 1993, pp. 30-37.
- G. Boissier, Cicéros et ses amis, Parijs, 1910, pp. 244 sqq.
- F. Cuena Boy, Il tiempo de Trebacio, in Rivista di Diritto Romano 4 (2004).
- M. D'Orta, La giurisprudenza tra Repubblica e Principato: primi studi su C. Trebazio Testa (Pubblicazioni dell' Università degli studi di Salerno. Sezione di studi giuridici., 11), Napels, 1990, p. 280.
- E. Fraenkel, Some notes on Cicero's Letters to Trebatius, in JRS 47 (1957), pp. 66-70.
- A. Guarino, Mecenate & Terenzia, in Labeo: rassegna di diritto romano 38 (1992), pp. 137-146.
- P. Kruger, Geschichte der Quellen und Litteratur es römischen Rechts, München, 1912, pp. 73-75.
- W. Kunkel, Herkunft und soziale Stellung der Römischen Juristen, Keulen - Graz, 1952, p. 28.
- J.U. Le Clerc, Oeuvres complètes de M. T. Cicéron, Parijs, 1826.
- A.D. Leeman, Die Konsultierung des Trebatius. Statuslehre in Horaz, Serm, 2,1, in Festschrift Robert Muth, Innsbruck, 1983, pp. 209-215.
- M. Lemosse, La personalita de Trebazio, in Labeo: rassegna di diritto romano 38 (1992), pp. 221-223.
- J.-H. Michel, Satire 2, 1. Trebatius où la consultation du juriste, in Revue Internationale des Droits de l'Antiquité 46 (1999), pp. 369-391.
- H.T. Peck, art. Testa, C. Trebatius, in H.T. Peck, Harpers Dictionary of Classical Antiquities, New York, 1898, p. 1544.
- F. Prechac, Notes on Trebatius the Velian, in The Classical Quarterly 7 (1913), pp. 273-281.
- P. Sonnet, Gaius Trebatius Testa, Giessen, 1931, p. 76.
- O. Stange, De C. Trebatio Testa et eius loco inter aequales, Berlijn, 1849, p. 38.
- M. Talamanca, Trebazio Testa fra retorica e diritto, in Questioni di giurisprudenza tarda-repubblicana, Milaan, 1985, pp. 29-204.
- R.J.A. Talbert (ed.), Barrington Atlas of the Greek and Roman World, Princeton - Oxford, 2000, nrs. 45-46.
- W.J. Tatum, 'Ultra Legem': law and literature in Horace, Satires II, 1, in Mnemosyne 51 (1998), pp. 688-699.
- L.R. Taylor, Republican and Augustan Writers Enrolled in the Equestrian Centuries, in Transactions and Proceedings of the American Philological Association 99 (1968), pp. 473-475.
- L. Wenger, Die Quellen des Römisches Rechts, Wenen, 1953, p. 485.

#### Encyclopedia
- A. Andresen - H. Erbse - e.a. (edd.), Lexikon der alten Welt, Zürich - Stuttgart, 1965, p. 3119.
- A. Berger, Encyclopedic Dictionary of Roman Law, VII (supplement), Philadelphia, 1953, pp. 1619-1622.
- T. Giaro, art. Trebatius (2), in NP XII/1 (2002), col. 774.
- G. Long, art. Testa, C. Trabatius, in W. Smith (ed.), A dictionary of Greek and Roman biography and mythology, III, Londen, 1873, pp. 1011-1012.
- P. Sonnet, art. Trebatius (7), in RE VI A 2 (1937), pp. 2251-2261.
- H.-G. Gundel, art. Trebatius (?), in KP IV (1972), coll. 932-933.